# Освета (филм из 1986)
Освета је југословенски драмски филм из 1986. године. Режирао га је Ненад Ђапић који је написао и сценарио.

## Радња
После петнаест година рада у Немачкој Наду напушта муж, и враћа се у домовину, отвара аутомеханичарску радионицу и са младом женом започиње нови живот. Како би Нади онемогућио повратак, прича о њеном раскалашном животу. Али Нада познаје чаршију, па се у мерцедесу, у пратњи младог Немца, враћа у своје место. Круже приче да ће отворити велики аутосервис и тако уништи бившег мужа који осећа њену жељу за осветом. Напуштен од пријатеља и нове супруге, он одлучи да убије Наду. У међувремену између Наде се заљубљује у Немца.

## Улоге
| Глумац                   | Улога          |
| ------------------------ | -------------- |
| Велимир Бата Живојиновић | Миливоје Пекар |
| Весна Чипчић             | Јелена         |
| Милена Дравић            | Нада Пекар     |
| Божидар Павићевић Лонга  | рецепционер    |
| Ненад Ћирић              | шеф оркестра   |
| Ратко Танкосић           | Рале           |
| Предраг Милинковић       | службеник      |
| Давид Тасић              |                |